# 양성융노
양성융노(陽成戎奴, ? ~ 기원전 118년)는 전한 중기의 제후로, 소부 양성연의 증손이다.

## 생애
원광 2년(기원전 133년), 아버지 양성언의 뒤를 이어 오후(梧侯)에 봉해졌다.
원수 5년(기원전 118년), 사람을 시켜 숙부를 죽인 죄로 기시에 처하고, 봉국은 폐지되었다.

## 출전
- 사마천, 《사기》 권19 혜경간후자연표
- 반고, 《한서》 권16 고혜고후문공신표

| 선대 아버지 오정후 양성언 | 전한의 오후 기원전 132년 ~ 기원전 118년 | 후대 (봉국 폐지) |